# Tom Spencer Vaughan Phillips
Thomas "Tom" Spencer Vaughan Phillips, KCB, (19. februar 1888 -10. december 1941), var en britisk viceadmiral i Royal Navy. Han fik tilnavnet "Tom Thumb" fordi han var lille af vækst. Han er mest kendt for at have haft kommandoen over Force Z under den japanske invasion af Malaya, hvor han gik ned med sit flagskib, slagskibet HMS Prince of Wales.

## Opvækst
Phillips var søn af oberst Thomas Vaughan Wynn Phillips fra Royal Artillery. Hans mor, Louisa Mary Adeline de Horsey Phillips, var datter af admiral sir Algernon Frederick Rous de Horsey.

## Militær karriere
Phillips gik ind i Royal Navy i 1903 som kadet. Han blev søkadet i 1904 og forfremmedes til løjtnant 1907 og kaptajn i juli 1908. 
Under 1. verdenskrig gjorde han tjeneste omborg på destroyere i Middelhavet og Fjernøsten. Han gik på stabsakademi i et år fra juni 1919 og var militærrådgiver ved Folkeforbundet fra 1920 til 1922. Han blev forfremmet til kommandørkaptajn i juni 1921 og kommandør i juni 1927. I 1932 blev Phillips udnvænt til assisterende chef for planafdelingen i admiralitetet. I 1938 blev han forfremmet til Commodore og i januar 1939 til kontreadmiral med kommando over jagerflotillen i Home Fleet.
Fra 1. juni 1939 til 21. oktober 1941 var Phillips vikarierende og senere vice chef for marinen (First Sea Lord). Han opnåede Winston Churchills fortrolighed og denne udnævnte ham til tilforordnet viceadmiral i februar 1940. I slutningen af 1941 blev han øverstkommanderende for flåden i Fjernøsten med hovedkvarter i Singapore. Han sejlede af sted med sin styrke under betegnelsen Force G som senere blev til Force Z. Han gik ned med sit flagskib HMS Prince of Wales den 10. december 1941 efter et japansk angreb kort efter udbruddet på Stillehavskrigen.